# Mousquetaire du Roy
Mousquetaire du Roy est un livre-jeu écrit par Fabrice Cayla et jean-Pierre Pécau en 1986, et édité par Presses Pocket dans la collection Histoires à jouer : Les livres à remonter le temps, dont c'est le deuxième tome.